# Remigia arabesca
Remigia arabesca är en fjärilsart som beskrevs av Felix Bryk 1948. Remigia arabesca ingår i släktet Remigia och familjen nattflyn. Inga underarter finns listade.